# Juan Vásquez (compositor)
Juan Vásquez   (Badajoz, c. 1500 (Gregorià) - Sevilla, 1560 ↔ 1572) va ser un sacerdot i compositor espanyol del Renaixement. Es pot considerar part del grup de compositors de lEscola d'Andalusia juntament amb Francisco Guerrero, Cristóbal de Morales, Johannes Navarrus Hispalensis i altres.
Fins i tot en relació amb els estàndards dels compositors de música antiga, la vida de Juan Vásquez és força desconeguda, malgrat els millors esforços dels principals musicòlegs. Com a resultat, totes les mencions de la seva edat són conjectures fetes pels més durs professionals. Va ser cantant de capella des de la infància, el seu compromís en 1511 com a "contralto" a la catedral de Plasencia, (Càceres), indica que encara era un nen en aquell moment. No apareix en cap altre registre durant gairebé 20 anys. A la fi de 1530 es converteix en imatge a la catedral de Badajoz, l'ensenyament de cant pla als nens del cor. L'any 1539 se'l troba cantant a la catedral de Palència, on es coneix com a compositor. Aleshores sembla que va anar a Madrid el 1541, però al 1545 va tornar a la seva ciutat natal de Badajoz com a mestre de capella de la catedral. A partir de 1551 va estar en la nòmina de Don Antonio de Zuñiga de Sevilla, a qui Vásquez va dedicar la seva col·lecció aquell any de Villancicos y canciones. Es creu que Vásquez va romandre a Sevilla fins a la seva mort. El 1560 es van publicar totes les seves composicions seculars a Recopilatión de sonetos i villancicos.

## Música
La seva única obra supervivent de música sagrada és lAgenda defunctorum (Ofici dels Morts) de 1556. En aquest treball principalment per a quatre veus (algunes seccions inclouen tres veus i altres cinc) Vásquez no només va demostrar la seva capacitat amb formes de música esteses sinó també va transmetre la seva facilitat de contrapunt i les seves línies belles i melodioses. Cantus firmi és evident en aquest treball, però els va utilitzar de manera intermitent en totes les veus de diversos llocs. La música empra tant la tesi com la polifonia, amb el seu millor i més extens ús de la polifonia que es troba a la Missa pro defunctis d'aquesta col·lecció. L'Ofici dels Morts, és molt valorat per les seves qualitats contemplatives, que es mantenen al costat de les cançons elegantment simples de Vásquez que avui tenen més reputació.
La major part de les composicions de Vásquez s'escriuen enginyosament seculars nadales (aproximadament 90 en total), texts que fan servir pels principals poetes espanyols del dia. La major part de la música és formalment típica, però els aspectes qualitatius de la seva música inclouen un contrapunt fàcil, un èmfasi textual amb cura donat a la música per a aquest propòsit i variacions encantadores. Molts d'ells també inclouen la poesia popular i fan referència als estils de la cançó popular espanyola, i sembla que han estat molt populars durant la vida del compositor.

## Agenda defunctorum
L'ajust de Vásquez (publicat en 1556) és notable per ser part d'una completa Agenda de defuncions, que incloïa Matins i Laudes a més dels més habituals vespres i de misses. A la primera publicació, els càntics sevillans originals apareixen al costat de les seves elaboracions polifòniques. Va ser a Espanya i Portugal que la tradició del stile antico rèquiem tenia la major longevitat, les seves ramificacions es van estenent fins al segle següent (igual que el context de Tomás Luis de Victoria) i, a través de les possessions colonials d'aquests països, els nous continents. El servei sembla seguir de prop l'exemple de Morales, i de fet tots dos van ser escrits per a Sevilla.
Vásquez va compondre la seva impressionant agenda defunctorum el 1556 a Sevilla. Pel text Vásquez ha triat parts de lOfficium Defunctorum de la catedral de Sevilla. Les versions de la majoria d'aquests cants es poden trobar al modern Liber Usualis. Aquesta obra de Vásquez consta de sis parts: Inventorium (Invitatory), In Primo Nocturno (primera nit), In secundo Noctruno (segona nit), In tertio Nocturno (tercera nit), Ad Laudes (laude) i Missa pro defunctis. Els temes musicals que Vásquez no posseïa polifònicament haurien estat realitzats amb el seu cant original, possiblement amb polifonia improvisada. Els articles que Vásquez va establir, els cants corresponents, es poden trobar al Liber Usualissón la Invitatòria, el Salm núm. 5, nou antífones, cinc lliçons, un Responsorium, el Canticum Zachariae, el Requiescant en ritme, Amén i la Missa pro defunctis.
Vásquez va escriure aquesta agenda defunctorum per a quatre veus (SATB). En la majoria de les peces de lAgenda defunctorum, Vásquez utilitza alternativament l'estil homofònic i polifònic. El Canticum Zachariae està optimitzat per alternar entre ells, en el qual lstrophe amb números parells serà realitzat per diverses veus (SATB), i lstrophe amb nombres imparells per una sola veu. El Responsorium Libera em, Domine està escrit de manera similar per alternar cant-pla i polifonia. El Graduale es fixa per a tres veus (ATB).

## Discografia

### Discos dedicats
- Agenda Defunctorum: Capilla Peñaflorida, Josep Cabré. Isabel Álvarez (soprano), Karmele Iriarte (soprano), M. Jesús Ugalde (soprano), David Azurza (alt), Mirari Pérez (alt), David Sagastume (alt), Jon Bagüés (tenor), Josep Benet (tenor), Peio Ormazábal (tenor), Nicolás Basarrate (baix), Aitor Sáiz de Cortázar (baix), Gonzalo Ubani (baix), Fernando Sánchez (dolç), Loreto Fernández Imaz (orgue). CD, 73:22, Almaviva 0122, ASIN: B000025Q3B, UPC : 8427287101220, gravat al juny de 1996 (Sevilla).
- Ex Agenda Defunctorum Officium: Cor de Càmera de la Universitat de Salamanca, Bernardo García-Bernalt. Gloria Ramos Sánez de Tejada, Amparo Cerdá Miralles, Araceli Rodríguez Flores, Paz Carrasco García, Paz Vara Castro, Miriam Gutíerrez Martínez, Inmaculada Vara Castro, Raquel Nieto Arroyo, Mercedes Pinto Oviedo, Bernardo García-Bernalt Alonso (director), etc. CD, 49:50, Ràdio Nacional d'Espanya 640036, gravada el gener de 1991.
- Villancicos - Quink Vocal Ensemble 2013
- Si no os hubiera mirado: Els Afectes Diversos, Nacho Rodríguez. Selecció de la seva "Recopilació de sonets i villancicos a quatro ya cinco", Sevilla, 1560. Cristina Teijeiro (soprano), Flavio Ferri-Benedetti, Gabriel Díaz (altus), Diego Blázquez, Fran Braojos, Nacho Rodríguez (tenors), Manuel Jiménez (baríton), Bart Vandewege (baix), Laura Puerto (orgue i arpa), Manuel Minguillón (vihuela), Thor Jorgen (gamba). CD, 53:42, iTinerant Early IE003, UPC : 7502258853726, gravat el gener de 2016 (Segòvia)

### Diversos artistes
- Canciones y Ensaladas - Canciones y piezas instrumentales del Siglo de Oro: Ensemble Clément Janequin, Dominique Visse. Visse (contratenor), Bruno Boterf (tenor), Vincent Bouchot (baríton), François Fauché (baix), Renaud Delaigue (baix), Éric Bellocq (llaüt, guitarra), Massimo Moscardo (llaüt), Matthieu Lusson (viol), Jean -Marc Aymes (òrgan positiu). CD, 58:00, Harmonia Mundi HMC 90 1627, gravada el gener de 1997.
- La victòria de Santiago - Veus de l'Espanya renaixentista: The Concord Ensemble. Paul Flight (contratenor), Pablo Corá (tenor), N. Lincoln Hanks (tenor), Daniel Carberg (tenor), Sumner Thompson (baríton), Daniel Cole (baix), Bruce Remaker (contratenor). CD, 63:00, Dorian 90274, gravat al febrer de 1999 (Troy, NY).